# Atheta alabama
Atheta alabama är en skalbaggsart som beskrevs av Jan Klimaszewski och Peck 1986. Atheta alabama ingår i släktet Atheta och familjen kortvingar. Inga underarter finns listade i Catalogue of Life.